# Villeneuve-lès-Lavaur
Villeneuve-lès-Lavaur ist eine französische Gemeinde mit 138 Einwohnern (Stand: 1. Januar 2022) im Département Tarn in der Region Okzitanien. Sie gehört zum Kanton Lavaur Cocagne im Arrondissement Castres. Die Bewohner nennen sich Villeneuvois.

## Geographie
Villeneuve-lès-Lavaur liegt rund 30 Kilometer östlich von Toulouse an der Grenze zum benachbarten Département Gironde.
Das südliche Gemeindegebiet wird vom Fluss Girou durchquert.
Die Gemeinde grenzt im Nordwesten an Bannières, im Norden an Viviers-lès-Lavaur, im Osten an Maurens-Scopont, im Süden an Loubens-Lauragais und im Südwesten an Vendine.

## Bevölkerungsentwicklung
| Jahr      | 1962 | 1968 | 1975 | 1982 | 1990 | 1999 | 2008 | 2018 |
| --------- | ---- | ---- | ---- | ---- | ---- | ---- | ---- | ---- |
| Einwohner | 188  | 162  | 135  | 134  | 153  | 144  | 138  | 144  |